# مسابقات تکواندو قهرمانی آسیا ۲۰۲۱
مسابقات تکواندو قهرمانی آسیا ۲۰۲۱ بیست و چهارمین دوره مسابقات تکواندو قهرمانی آسیا بود که از ۱۶ تا ۱۸ ژوئن ۲۰۲۱ در ورزشگاه نوحد نوفل، ذوق مکایل، نزدیک بیروت، لبنان برگزار شد.

## خلاصه مدال

### مردان
| بازی‌ها               | طلا                        | نقره                       | برنز                               |
| Finweight −54 kg     | بای جون-سییو · کرهٔ جنوبی   | حسین لطفی · ایران          | Mark Khalife · لبنان               |
| Finweight −54 kg     | بای جون-سییو · کرهٔ جنوبی   | حسین لطفی · ایران          | Samat Temirkhan · قزاقستان         |
| Flyweight −58 kg     | Mohsen Rezaee · افغانستان  | Kim Young-hwan · کرهٔ جنوبی | آرمین هادی پور · ایران             |
| Flyweight −58 kg     | Mohsen Rezaee · افغانستان  | Kim Young-hwan · کرهٔ جنوبی | Haroon Khan · پاکستان              |
| Bantamweight −63 kg  | Niyaz Pulatov · ازبکستان   | Zaid Al-Halawani · اردن    | Dashdavaagiin Chinzorig · مغولستان |
| Bantamweight −63 kg  | Niyaz Pulatov · ازبکستان   | Zaid Al-Halawani · اردن    | Hikmatullah Zain · افغانستان       |
| Featherweight −68 kg | هوانگ یو جن · تایوان       | Jin Ho-jun · کرهٔ جنوبی     | Zaid Mustafa · اردن                |
| Featherweight −68 kg | هوانگ یو جن · تایوان       | Jin Ho-jun · کرهٔ جنوبی     | Jasurbek Jaysunov · ازبکستان       |
| Lightweight −74 kg   | Kim Seok-bae · کرهٔ جنوبی   | امیرمحمد بخشی · ایران      | Shakhboz Tusmatov · ازبکستان       |
| Lightweight −74 kg   | Kim Seok-bae · کرهٔ جنوبی   | امیرمحمد بخشی · ایران      | مهدی جلالی · ایران                 |
| Welterweight −80 kg  | صالح الشربتی · اردن        | Liu Wei-ting · تایوان      | Park Woo-hyeok · کرهٔ جنوبی         |
| Welterweight −80 kg  | صالح الشربتی · اردن        | Liu Wei-ting · تایوان      | نیکیتا رافالوویچ · ازبکستان        |
| Middleweight −87 kg  | Lee Seung-hwan · کرهٔ جنوبی | Smaiyl Duisebay · قزاقستان | Shukhrat Salaev · ازبکستان         |
| Middleweight −87 kg  | Lee Seung-hwan · کرهٔ جنوبی | Smaiyl Duisebay · قزاقستان | Abdullah Mohammad · سوریه          |
| Heavyweight +87 kg   | سجاد مردانی · ایران        | Bae Yoon-min · کرهٔ جنوبی   | Ray Rahy · لبنان                   |
| Heavyweight +87 kg   | سجاد مردانی · ایران        | Bae Yoon-min · کرهٔ جنوبی   | Shokhrukh Radjabov · ازبکستان      |

### بانوان
| Event                | طلا                        | نقره                            | برنز                           |
| Finweight −46 kg     | نگار اسماعیلی · ایران      | Kang Mi-reu · کرهٔ جنوبی         | فرشته خزایی · ایران            |
| Finweight −46 kg     | نگار اسماعیلی · ایران      | Kang Mi-reu · کرهٔ جنوبی         | Shokhsanam Azamova · ازبکستان  |
| Flyweight −49 kg     | تروونگ کیم توئین · ویتنام  | Madinabonu Mannopova · ازبکستان | Anna El-Haddad · لبنان         |
| Flyweight −49 kg     | تروونگ کیم توئین · ویتنام  | Madinabonu Mannopova · ازبکستان | Kang Bo-ra · کرهٔ جنوبی         |
| Bantamweight −53 kg  | Charos Kayumova · ازبکستان | Su Po-ya · تایوان               | غزل سلطانی · ایران             |
| Bantamweight −53 kg  | Charos Kayumova · ازبکستان | Su Po-ya · تایوان               | Ghazal Kiani · فلسطین          |
| Featherweight −57 kg | کیم یو-جین · کرهٔ جنوبی     | Trần Thị Ánh Tuyết · ویتنام     | Chen Yu-chuang · تایوان        |
| Featherweight −57 kg | کیم یو-جین · کرهٔ جنوبی     | Trần Thị Ánh Tuyết · ویتنام     | ناهید کیانی · ایران            |
| Lightweight −62 kg   | Feruza Sadikova · ازبکستان | Jeon Chae-eun · کرهٔ جنوبی       | پریسا جوادی · ایران            |
| Lightweight −62 kg   | Feruza Sadikova · ازبکستان | Jeon Chae-eun · کرهٔ جنوبی       | Lin Ting-ru · تایوان           |
| Welterweight −67 kg  | جولیانا الصادق · اردن      | ملیکا میرحسینی · ایران          | Mokhru Khalimova · تاجیکستان   |
| Welterweight −67 kg  | جولیانا الصادق · اردن      | ملیکا میرحسینی · ایران          | Maram Fatnassi · قطر           |
| Middleweight −73 kg  | Myeong Mi-na · کرهٔ جنوبی   | Cansel Deniz · قزاقستان         | زینب اسماعیلی · ایران          |
| Middleweight −73 kg  | Myeong Mi-na · کرهٔ جنوبی   | Cansel Deniz · قزاقستان         | Ma Ting-hsia · تایوان          |
| Heavyweight +73 kg   | Yoon Do-hee · کرهٔ جنوبی    | Kirstie Alora · فیلیپین         | زهرا پوراسماعیل · ایران        |
| Heavyweight +73 kg   | Yoon Do-hee · کرهٔ جنوبی    | Kirstie Alora · فیلیپین         | Axaule Yerkassimova · قزاقستان |

## جدول مدال
| رتبه            | کشور            | طلا | نقره | برنز | مجموع |
| --------------- | --------------- | --- | ---- | ---- | ----- |
| ۱               | کرهٔ جنوبی       | ۶   | ۵    | ۲    | ۱۳    |
| ۲               | ازبکستان        | ۳   | ۱    | ۶    | ۱۰    |
| ۳               | ایران           | ۲   | ۳    | ۸    | ۱۳    |
| ۴               | اردن            | ۲   | ۱    | ۱    | ۴     |
| ۵               | تایوان          | ۱   | ۲    | ۳    | ۶     |
| ۶               | ویتنام          | ۱   | ۱    | ۰    | ۲     |
| ۷               | افغانستان       | ۱   | ۰    | ۱    | ۲     |
| ۸               | قزاقستان        | ۰   | ۲    | ۲    | ۴     |
| ۹               | فیلیپین         | ۰   | ۱    | ۰    | ۱     |
| ۱۰              | لبنان           | ۰   | ۰    | ۳    | ۳     |
| ۱۱              | تاجیکستان       | ۰   | ۰    | ۱    | ۱     |
| ۱۱              | سوریه           | ۰   | ۰    | ۱    | ۱     |
| ۱۱              | فلسطین          | ۰   | ۰    | ۱    | ۱     |
| ۱۱              | قطر             | ۰   | ۰    | ۱    | ۱     |
| ۱۱              | مغولستان        | ۰   | ۰    | ۱    | ۱     |
| ۱۱              | پاکستان         | ۰   | ۰    | ۱    | ۱     |
| مجموع (۱۶ کشور) | مجموع (۱۶ کشور) | ۱۶  | ۱۶   | ۳۲   | ۶۴    |

## رتبه‌بندی تیمی
| Rank | Team      | Points |
| ---- | --------- | ------ |
| ۱    | کره جنوبی | ۳۸۱    |
| ۲    | ازبکستان  | ۲۳۹    |
| ۳    | ایران     | ۲۰۷    |
| ۴    | اردن      | ۲۰۷    |

| Rank | Team      | Points |
| ---- | --------- | ------ |
| ۱    | کره جنوبی | ۵۰۲    |
| ۲    | ایران     | ۲۶۵    |
| ۳    | ویتنام    | ۱۷۸    |
| ۴    | اردن      | ۱۲۸    |